# ستيف جونز (لاعب كرة قدم)
ستيف جونز (بالإنجليزية: Steve Jones)‏ (25 أكتوبر 1976 بديري في أيرلندا الشمالية - ) هو لاعب كرة قدم بريطاني في مركز الوسط. شارك مع منتخب إيرلندا الشمالية لكرة القدم من الدرجة الثانية ‏ ومنتخب إنجلترا لكرة القدم C ‏ ومنتخب أيرلندا الشمالية لكرة القدم. أما مع النوادي، فقد لعب مع برادفورد سيتي ونادي إيرباص يو كاي بروتون ونادي بلاكبول ونادي بوري ونادي بيرنلي ونادي روتشديل ونادي سليغو روفرز ونادي كرو ألكساندرا ونادي ماذرويل ونادي والسول وهدرسفيلد تاون ونادي تشورلي وNantwich Town F.C. ‏ وتيلفورد يونايتد وليه جنيسيس ‏ وChadderton F.C. ‏ وDroylsden F.C. ‏ وBray Wanderers F.C. ‏.

## وصلات خارجية
- ستيف جونز على موقع قاعدة بيانات كرة القدم.إي يو (الإنجليزية)
- ستيف جونز على موقع ناشيونال فوتبول تيمز (الإنجليزية)
- ستيف جونز على موقع Soccerbase.com (لاعب) (الإنجليزية)
- ستيف جونز على موقع Soccerway.com (الإنجليزية)